# Capinordic Bank
Capinordic Bank var en lille dansk bank, der også blev omtalt rigmandsbanken, da den var kendetegnet ved at en række meget velhavende personer var blandt bankens kunder. I alt nåede banken kun at få 40 kunder, hvoraf de fleste have aktier i banken. Flere af disse kunder havde tilknytning til Milliardærklubben.
Virksomheden var ejet af Capinordic A/S, der i dag hedder NewCap Holding A/S.
Capinordic Bank var sponsor af cykelholdet Team Capinordic og havde også navnesponsorat til den planlagte multihal Capinordic Arena som PARKEN Sport & Entertainment havde på bedding. I slutningen af august 2009 og januar 2010 trak firmaet sine sponsorater af hhv. cykelhold og multiarena, og 11. februar 2010 gik banken konkurs. Flere af topcheferne i banken er blev anmeldt til Statsadvokaten for Særlig Økonomisk Kriminalitet, og retssagen mod dem startede 20. oktober 2014. Ligeledes er ejerselskabet blev anmeldt for kursmanipulation.

## Historie
Capinordic Bank blev grundlagt i slutningen af 2006 af Capinordic A/S, med det formål at være en supplerende bank for velhavende danskere.
I juni måned 2006 blev erhvervsmanden Ole Vagner valgt ind i bestyrelsen på Capinordic A/S på en ekstraordinær generalforsamling. Året efter købte han omkring 10 % af aktierne i firmaet, efter han havde solgt sin ejendomsvirksomhed Keops og tjent over 1 mia. kr. Samtidig solgte Erik Damgaard, Steen Patrick Vela og Peter Forchhammer også deres aktier. Vognmand Michael Henriksen fra Farum overtog de Velas aktier.
I 2009 blev banken sponsor på det professionelle cykelhold Team Capinordic, som tidligere havde heddet Team GLS Pakke Shop, hvor Capinordic havde været næststørste sponsor. Allerede den 31. august samme år trak Capinordic sig som hovedsponsor på grund af et underskud på 500 millioner kroner. Holdejer Søren Svenningsen meddelte at holdet måtte lukke med udgangen af 2009, hvis ikke en ny hovedsponsor meldte sig inden 14 dag. Det lykkedes dog ikke at finde en ny sponsor og holdet lukkede 21. oktober 2009.
I oktober 2009 solgte Vagner sin aktier i Capinordic og fik et tab på et trecifret millionbeløb. Ole Vagner trådte ud af bestyrelsen d. 23. oktober 2009. Mogens de Linde overtog Vagners aktiepost ved salget.
Capinordic var hovedsponsor på et stort anlagt projekt med en multiarena til Parken kaldet Capinordic Arena, som skulle have stået færdig i 2009. Projektet blev dog udskudt flere gange. Først i 2008 fordi Parken mente, at byggepriserne ville falde, og derefter i 2009 for at kunne vurdere konsekvenserne ved et andet byggeprojekt i Ørestaden.
Den 19. januar 2010 lavede banken en voldsom nedjustering, hvilket rystede hele aktiemarkedet. To dage senere, den 21. januar, meddelte Capinordic, at de trak sig som sponsorer på Capinordic Arena, og på dette tidspunkt var arbejdet endnu ikke påbegyndt. Samtidig ønskede banken, at Parken tilbagebetalte de 1,25 mio., der var forudbetalt. I slutningen af februar opgave Parken projektet.
Capinordic Bank gik i betalingsstandsning d. 10. februar 2010, og dagen efter indgav man en konkursbegæring, hvorefter Finansiel Stabilitet overtog banken. I marts måned blev konstateret underskud på 1,3 mia. kr. for 2009.
Som led i en lang række krav mod topfolk i krakkede banker, blev direktøren Henrik Juul, bestyrelsesformanden Claus Ørskov og yderligere et bestyrelsesmedlem ved navn Lasse Lindblad i banken krævet 400 mio. kr. i erstatning fra Finansiel Stabilitet, som følge af at banken havde været dårligt drevet udlånt penge med dårlig sikkerhed. Lindblad var udover bestyrelsesmedlem også tidligere direktør i Capinordic A/S, og han skulle angiveligt have skaffet flere kunder til banken, der ville låne penge. Det kom også frem, at de ansatte i banken fik ekstremt høje lønninger med et gennemsnit på 1,2 mio. kr. i 2008, hvilket ikke var medregnet en årlig bonus til direktøren på 3,2 mio. kr. Dette skete på trods af, at banken i 2008 havde et underskud på 169 mio. kr. I alt havde de omkring 40 kunder lån for sammenlagt i mia. kr. Kammeradvokaten Boris Frederiksen udtalte at "Det var en af de værst ledede banker i danmarkshistorien".
I oktober 2013 fik Finansiel Stabilitet 70 mio. kr. fra NewCap Holding, på baggrund af, at aktiver Capinordic blev solgt for dyrt. Afgørelsen blev kaldt "Det er den første store sejr efter Finanskrisen".
Retssagen om mod de tre anklagede topfolk startede d. 20. oktober 2014 og vil blive afsluttet i april 2015. Omkring 40 udlån skal gennemgås for at vurdere om de blev udført på usikkert grundlag og mere end 30 personer skal vidne.
På baggrund af anmeldelser fra Finanstilsynet og Kammeradvokaten tiltalte Bagmandspolitiet banken for mandatsvig og skyldnersvig af særlig grov beskaffenhed fredag d. 31. oktober 2014. Ejerselskabet NewCap Holding A/S blev ved samme lejlighed afkrævet 5 mio. kr. i bøde for kursmanipulation. Ved Retten i Lyngby krævede man fire topfolk fængslet. Direktøren havde bl.a. foretaget insiderhandel idet han solgte aktier få dage inden konkurserne velvidende, at der kørte sager mod banken. Den 24. juni 2015 besluttede bagmandspolitiet at frafalde anklagen om kursmanipulation, men fasthold sagen om Lindblads mandatsvig.
Topfolkene blev i oktober 2015 dømt til at betale 90 mio. kr. tilbage, men afviste de 400 mio. kr. som Finansiel Stabilitet havde krævet.